# Rajongemeinde Jurbarkas
Die Rajongemeinde Jurbarkas (Jurbarko rajono savivaldybė) ist eine Rajongemeinde im Südwesten von Litauen. Sie liegt an der Mündung der Mituva in die Memel (litauisch "Nemunas").
Die Rajongemeinde umfasst die beiden Städte Jurbarkas und Smalinikai (989 Einw.), die 8 Städtchen (miesteliai) Eržvilkas, Raudonė, Seredžius, Stakiai, Šimkaičiai, Vadžgirys, Veliuona und Viešvilė sowie 379 Dörfer. Von denen haben zwei über 1000 Einwohner: Klausučiai (1050) und Viešvilė (1045).

## Amtsbezirke

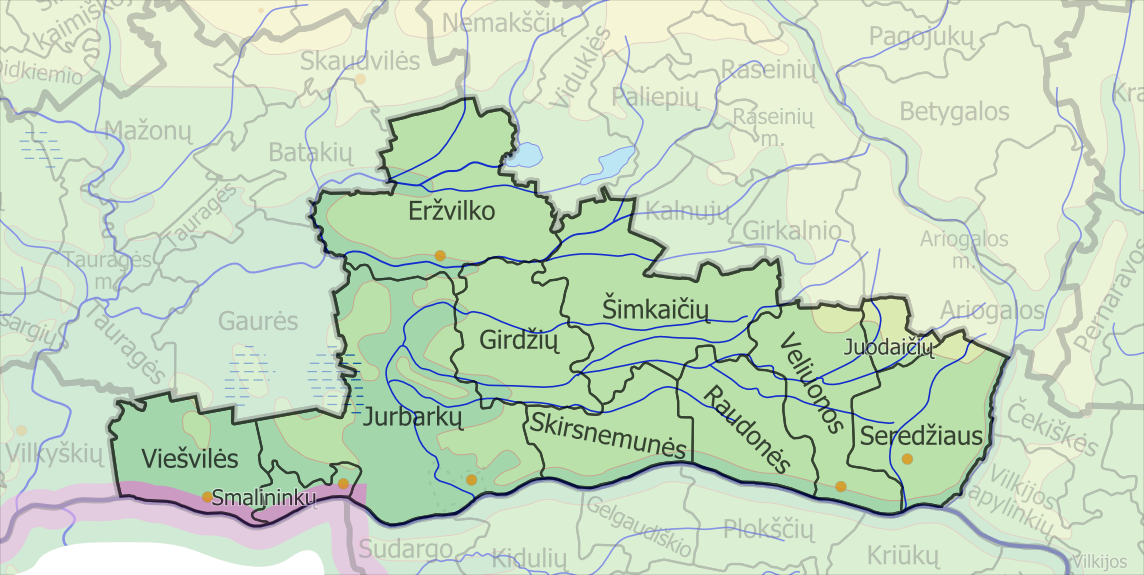
Amtsbezirke der Rajongemeinde Jurbarkas

- Eržvilkas
- Girdžiai
- Juodaičiai
- Stadt Jurbarkas
- Jurbarkai
- Raudonė
- Seredžius
- Skirsnemunė
- Smalininkai
- Šimkaičiai
- Veliuona
- Viešvilė